# Carola von Paczensky
Carola von Paczensky (vollständig Carola von Paczensky und Tenczin, * 24. Mai 1958 in Hamburg) ist eine deutsche Juristin, Richterin und ehemalige politische Beamtin. Von 2008 bis November 2010 war sie Staatsrätin in der Freien und Hansestadt Hamburg.

## Leben und beruflicher Werdegang
Carola von Paczensky wurde als Tochter des Journalisten und Autors Gert von Paczensky und der Journalistin Susanne von Paczensky geboren. Nach dem 1976 in Bremen abgelegten Abitur studierte Paczensky Rechtswissenschaften in Hamburg. Nach dem ersten juristischen Staatsexamen 1983 folgten das Referendariat in Hamburg und Albany und 1987 das zweite juristische Staatsexamen. 
1988 erhielt sie ihre Zulassung als Rechtsanwältin und arbeitete vier Jahre lang in diesem Beruf. 1992 wurde sie zur Richterin auf Probe ernannt und dem Verwaltungsgericht Hamburg zugewiesen. Seit 1994 ist sie Richterin am Verwaltungsgericht Hamburg.
Von 1996 bis 1999 war sie an das Bundesverfassungsgericht in Karlsruhe abgeordnet und dort wissenschaftliche Mitarbeiterin von Richterin Renate Jaeger. In den Jahren 2000 bis 2002 fungierte sie als Pressesprecherin des Bundesverfassungsgerichts.
Ab September 2004 bis zu ihrer Ernennung zur Staatsrätin im Mai 2008 war Carola von Paczensky auch Richterin am Hamburgischen Verfassungsgericht.

## Politik
Vom 9. Mai 2008 bis zum 30. November 2010 war Carola von Paczensky als Parteilose Staatsrätin in der von Till Steffen (GAL) geführten Justizbehörde.
Sie trat erst nach ihrer Amtszeit der Grünen Partei bei.

## Positionen
2016 warb die Juristin zusammen mit den Grünen-Mitgliedern Porschke und Sören Janssen vom Regionalausschuss Wilhelmsburg für ein verändertes Konzept ihrer Fraktion in Sachen Hafenquerspange. Anstelle der geplanten, neu zu bauenden Autobahn im südlichen Teil des Hafens sollte ihrer Meinung nach die vorhandene Verkehrsinfrastruktur verbessert werden.
Carola von Paczensky brachte als Staatsrätin in der Justizbehörde Hamburg eine Gesetzesinitiative zur Stärkung der Unabhängigkeit der Justiz auf den Weg.

## Ämter und Mitgliedschaften
- BUND[3]
- 2011: Mitglied einer Expertenkommission, die die umstrittene Justizreform in Rheinland-Pfalz auf den Prüfstand stellen sollte[5]

## Familie
Carola von Paczenskys Mutter ist die Journalistin Susanne von Paczensky (geborene Czapski), ihr Vater der Journalist, Schriftsteller und Gastronomiekritiker Gert von Paczensky.